# Genio (Disney)
Il Genio è un personaggio immaginario che appare nel 31° film d'animazione della Walt Disney Pictures Aladdin (1992). È il benevolo ed esuberante genio della lampada magica ed uno dei migliori amici del protagonista Aladdin. 
È stato doppiato in originale da Robin Williams nel primo e nel terzo film. A seguito di una disputa contrattuale tra Williams e la Walt Disney Company, Dan Castellaneta ha doppiato il Genio nel film direct-to-video Il ritorno di Jafar, così come nella serie animata, prima che Williams riprendesse il ruolo per l'ultima avventura, Aladdin e il re dei ladri. Will Smith interpreta una versione live-action del personaggio nell'adattamento del 2019, diretto da Guy Ritchie, del film originale del 1992.
In lingua italiana è stato doppiato da Gigi Proietti in tutti e tre i film animati, da Roberto Pedicini nelle serie animate e nei videogiochi e da Sandro Acerbo nel film del 2019.
Il personaggio è vagamente basato sul genio della lampada presente nel racconto popolare Aladino e la lampada meravigliosa in Le mille e una notte. La figura nel racconto, sebbene importante, è stata ritratta come un semplice schiavo mentre l'interpretazione Disney è stata notevolmente ampliata in una personalità del personaggio identificabile, la cui differenza più notevole è stata il desiderio finale del Genio Disney di essere libero.

## Caratterizzazione
Il Genio è pieno di vita ed energia positiva. Sebbene sia tra gli esseri più potenti e caotici dell'universo, è benevolo, accomodante e amichevole, tanto che usa le sue capacità principalmente come mezzo per divertire sé stesso e coloro che lo circondano. Secondo il commento dei realizzatori, l'energia del Genio è il risultato diretto della sua prigionia; i suoi anni di isolamento lo hanno portato a collaborare con vigore, quindi ogni volta che gli viene data una possibilità di libertà, il suo primo istinto è quello di scatenarsi con i suoi poteri scherzando e intrattenendo qualsiasi pubblico abbia. È anche invitante, poiché quando ha incontrato Aladdin per la prima volta, il Genio si è subito presentato come un amico su cui fare affidamento e ha sottolineato il fatto che il suo scopo era quello di potenziare magicamente Aladdin.
Sebbene generalmente devoto a chiunque detenesse la proprietà temporanea della lampada, il Genio ha sempre avuto una volontà e una mente proprie, al di fuori dei limiti di uno stereotipato genio schiavo. Come visto durante il suo tempo come lacchè di Jafar, il lavoro del Genio non richiedeva che fosse d'accordo con la morale dei suoi padroni. Tuttavia, lo costrinse ad aderire ai loro tre desideri senza opporsi, non importa quanto vili potessero essere. Tuttavia, è in grado di fornire consigli ai padroni disposti ad ascoltare. 
Nel primo film, ha servito come figura di mentore per Aladdin, dando spesso a quest'ultimo consigli e incoraggiamento quando necessario, come si è visto quando ha esortato Aladdin a raccontare a Jasmine la verità sul non essere un principe. Come accennato, non si è offerto come semplice schiavo, ma piuttosto come amico solidale dei suoi padroni. La sua amicizia con Aladdin dimostra che è in grado di stabilire relazioni autentiche con i padroni, anche se è stato solo con Aladdin che il Genio è stato trattato come qualcosa al di là di un semplice schiavo dai suoi padroni. Questo era legato al sogno del Genio di essere liberato dalla lampada.
Sebbene birichino, maniacale ed esplosivo, il Genio è anche compassionevole, saggio e serio quando lo ritiene necessario. Capisce le emozioni umane a un livello profondo e prende abbastanza sul serio questioni come l'amore, la fiducia e l'essere fedeli a sé stessi. I suoi momenti più sinceri sono indicati dal suo tono, che cambia da scaltro ed esuberante, a basso e morbido quando vuole arrivare a un punto serio. Nonostante ciò, cerca ancora di alleggerire anche i momenti più bui con una dose di commedia, e un esempio di questo avviene nel climax del film originale, in cui si è trasformato in una squadra di cheerleader per fare il tifo per Aladdin durante la sua battaglia contro Jafar.
In seguito alla sua liberazione dalla lampada, in Il ritorno di Jafar continua a mostrare amore e sostegno genuini per Aladdin e i suoi sforzi. È ancora comico, caotico e spensierato, ma non tiene mai la lingua quando si tratta di obiezioni alle scelte più controverse di Aladdin. Tuttavia viene mostrato per assistere Aladdin, magicamente, ogni volta che gli viene chiesto. Poco dopo essere stato liberato, il Genio va a girare per il mondo, ma non passa molto che ritorna da Aladdin e tutti gli altri, poiché senza amici, viaggiare lo faceva sentire solo. Per essere stato liberato dalla lampada, ha perso la maggior parte dei suoi poteri, rimanendo cosmici ma semi fenomenali.
Nella serie animata, si scopre che è allergico alla guava, e che una volta ricoperto dal succo di quel frutto, i suoi poteri diventano fuori controllo, ma grazie a Iago, viene guarito da un artefatto magico, chiamato Globo di Machana.
Sempre nella serie animata si innamora di una geniessa di nome Eden.
Il Genio ha inoltre la capacita di fare comparire o trasformarsi in numerose cose e personaggi (Disney e non) del mondo moderno. 

## Concezione e sviluppo
Durante la produzione di Aladdin Robin Williams improvvisava varie imitazioni a piacimento e il suo animatore Eric Goldberg scelse quelle che sarebbero state aggiunte nel film. Una di queste era il naso di Pinocchio che cresceva. Il compositore Alan Menken e il paroliere Howard Ashman avevano concepito il Genio come "un cantante jazz alla moda di Harlem, come Fats Waller o Cab Calloway". Quindi Menken temeva che Williams non sarebbe stato in grado di mostrare le capacità di canto richieste, cambiando idea solo dopo aver visto Williams eseguire Friend Like Me e Prince Ali nella sua casa di Los Angeles.
L'accoglienza al coinvolgimento di Williams ha influenzato i tributi dopo la sua morte nel 2014, con i critici che hanno considerato il Genio come il suo personaggio più memorabile. Il compositore di Aladdin Alan Menken si espresse del fatto che Robin Williams fosse "una manifestazione brillante, adorabile, esilarante, compassionevole e vulnerabile della condizione umana".

## Filmografia

### Film
- Aladdin (1992)
- Il ritorno di Jafar (1994)
- Aladdin e il re dei ladri (1996)
- Aladdin (2019)
- Once Upon a Studio (2023)

### Televisione
- Aladdin (serie animata, 1994-1995)
- House of Mouse - Il Topoclub (2001-2002)

### Videogiochi
- Aladdin: La vendetta di Nasira (2000)
- Kingdom Hearts (2002)
- Kingdom Hearts II (2005)
- Disney's Think Fast (2009)
- Kingdom Hearts 358/2 Days (2009)